# ローランド・VT-4
VT-4は、ローランドの音響機器、ボイス・トランスフォーマー(英語: Voice Transformer)である。

## 概要
VT-4は、ローランドのボイス・トランスフォーマー(英語: Voice Transformer)であり、ボイスチェンジャーとして使用される場合もある。外形寸法は174（幅）×133（奥行）×58（高さ）mm、質量は電池を含め554g、販売価格は税抜24,000円。電源は、USBバス電源または単3電池4本。

## ボイスチェンジャーとしての使用
VT-4は、ボイスチェンジャーとして使用される場合がある。「VT-4 システム・プログラム」Ver.1.02より、常時、ピッチとフォルマント変換する設定が追加され、ボイスチェンジャーとして使用しやすくなった。
VT-4はハードウェアであるため、ソフトウェアボイスチェンジャーと比較して高速に声が変換される。